# Rolf van der Velde
Rolf van der Velde (Zuidlaren, 17 augustus 1976) is een Nederlands voormalig geweerschutter die meermaals Nederlands kampioen werd op verschillende disciplines in de schietsport. In 2009 werd Van der Velde bijvoorbeeld Nederlands kampioen klein kaliber geweer op de 100 meter liggend.
Van der Velde heeft ook deelgenomen aan diverse internationale wedstrijden. Hij werd in 1998 achtste bij de Wereldkampioenschappen voor junioren in Milaan op het onderdeel Klein Kaliber Geweer liggend. In 2007, toen als senior, behaalde hij bij de World Cup in Sydney een zesde plaats en bij de World Cup in Fort Benning een achtste plaats op dit onderdeel. 
Van der Velde maakte deel uit van de Defensie Topsportselectie, net als de atleten Bram Som en Gregory Sedoc en de judoka's Guillaume Elmont en Elisabeth Willebroordse.
Na zijn actieve loopbaan werd Van der Velde aangesteld als trainer/coach geweer bij de KNSA.

## Defensie
Op 5 juli 2012 schreef minister Hans Hillen van Defensie in een brief aan de Tweede Kamer dat de krijgsmacht onder druk van de bezuinigingen per 1 december van datzelfde jaar zou stoppen met de Defensie Topsport Selectie. Dat betekende voor Van der Velde dat hij zijn baan bij Defensie verloor.